# Werwolf

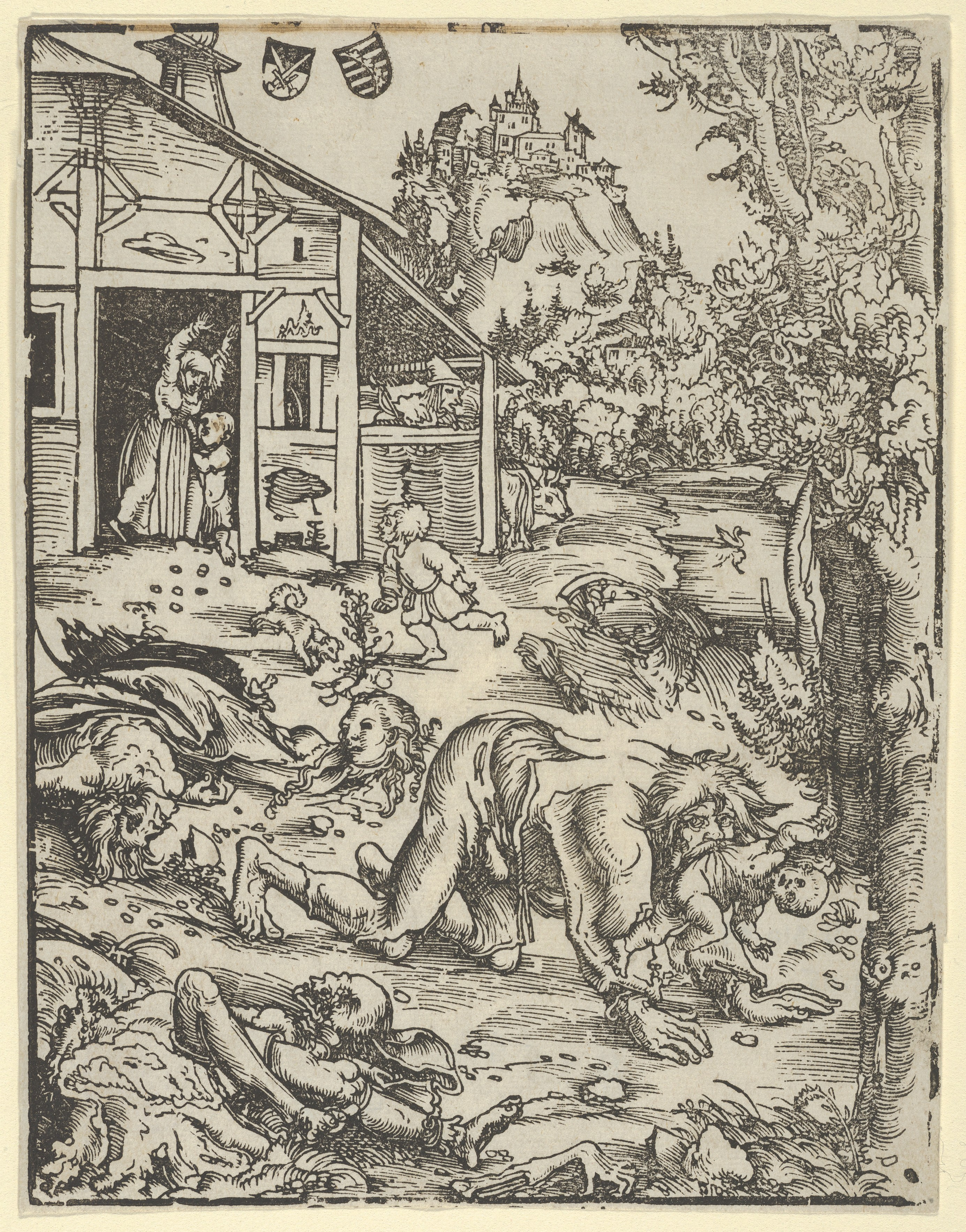
Werwolf (Holzschnitt von Lucas Cranach, 1512)

Ein Werwolf (von germanisch wer ‚Mann‘; niederländisch weerwolf, altenglisch wer[e]wulf, in den skandinavischen Sprachen varulv) ist in Mythologie, Sage und Dichtung ein Mensch, der sich in einen Wolf verwandeln kann. Als Phänomen gehört die Verwandlung von Menschen in Wölfe, die Lykanthropie (von altgriechisch lýkos: ‚Wolf‘, ἄνθρωπος ánthrōpos: ‚Mensch‘), zum großen Komplex der Wertiere (Therianthropie), der sich in Religion und Mythologie weltweit findet. Die Beschreibungen von Werwölfen variieren je nach Zeit und Ort; einige Details moderner Werwolferzählungen kamen erst im 20. Jahrhundert hinzu.

## Geschichte

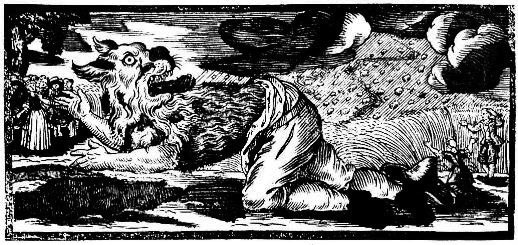
Darstellung eines Werwolfs (deutscher Holzschnitt aus dem Jahr 1722)

Berichte über Lykanthropie kommen in allen Epochen der abendländischen Kulturgeschichte vor. Bereits Mischwesen in Höhlenmalereien oder als Skulpturen lassen sich entsprechend interpretieren, könnten aber auch Hundsköpfige darstellen. Das älteste schriftliche Zeugnis ist das Gilgamesch-Epos, in dem die Göttin Ištar einen Schäfer in einen Wolf verwandelt (Tafel 6, Vers 58–61).

### Antike
Nach Herodot könnten Berichte der Skythen über die Neuren, ein nördliches Nachbarvolk, eine Quelle des Mythos sein:

„[D]ie Skythen und die im Skythenland wohnenden Hellenen behaupten, jährlich einmal verwandle sich jeder der Neuren für wenige Tage in einen Wolf und trete dann wieder in den menschlichen Zustand zurück.“

Aus der griechischen Literatur und den Metamorphosen des Ovid ist der griechische König Lykaon bekannt, der von Zeus in einen Wolf verwandelt wurde, da er und seine Söhne dem Gott Menschenfleisch vorsetzten. Petronius Arbiter, ein Satiriker des 1. Jahrhunderts, erzählte im Gastmahl des Trimalchio von einem Mann, der sich bei Vollmond in einen Werwolf verwandelt. Sein Zeitgenosse Plinius der Ältere berichtet in seiner Naturalis historia die von ihm selbst für unwahrscheinlich gehaltene Geschichte, ein Olympioniken namens Demaenetus habe nach einem Menschenopfer für Jupiter Lycaeus von dem Fleisch des getöteten Kindes gekostet und danach für zehn Jahre als Wolf gelebt, bevor er wieder als Faustkämpfer erfolgreich war.

### Mittelalter und Frühe Neuzeit
Im Mittelalter galt Lykanthropie als Gottesstrafe und erblicher Fluch für schwere Verbrechen, der durch Sühnehandlungen aufgehoben werden konnte.
Im Zuge der frühneuzeitlichen Hexenverfolgungen wurden auch zahlreiche Männer vor Gericht gebracht und hingerichtet. Eine beträchtliche Anzahl von ihnen wurde der Werwolfverwandlung bezichtigt, vor allem Hirten. Nach einer Reihe von Verfahren im Herzogtum Burgund fand 1589 in Bedburg bei Köln der in der Kriminalgeschichte bekannteste Werwolfprozess statt: Dem Bauern Peter Stump (1525–1589) wurden neben der Verwandlung in einen Wolf und dem Teufelspakt auch Inzest und Vergewaltigung vorgeworfen. Am 31. Oktober 1589 wurde er gerädert und anschließend enthauptet.
In Werwolfprozessen spielte häufig die aggressive Sexualität der Angeklagten eine Rolle: Neben ihrer angeblichen Lykanthropie wurde ihnen etwa Ehebruch vorgeworfen. Frauen, die als Werwölfinnen angeklagt waren, wurden dabei zudem beschuldigt, Geschlechtsverkehr mit dem Teufel gehabt zu haben. In den Prozessen ging es häufig auch um den Vorwurf der Hexerei. Ein wiederkehrender Topos in diesen Prozessen ist eine Salbe, die der Angeklagte vom Teufel oder von anderen Personen erhalten haben soll und mit der er sich in einen Wolf verwandeln könne. Solche Prozesse traten meist wellenförmig in Gegenden auf, die unter einer Wolfsplage litten, z. B. die Franche-Comté und der französische Jura, der Hunsrück, der Westerwald und das Nassauer Gebiet. In der zumeist populärwissenschaftlichen Literatur ist häufig von ca. 30.000 Werwolfangriffen bzw. 30.000 Werwolfprozessen (in einem Zeitraum zwischen 1520 und 1630 und meistens in Frankreich) die Rede, doch ist diese Zahl historisch nicht belegt. Sie wird von Fachleuten in Sachen Hexen- und Werwolfprozesse als publikumswirksame Spekulation abgelehnt. In der ersten Hälfte des 15. Jahrhunderts gestanden mehrere der Hexerei bezichtigte Menschen unter Folter, auf Werwölfen geritten zu sein.
1691 musste sich ein etwa 86-jähriger lettischer Bauer namens Thiess wegen Lykanthropie nach einer Denunziation vor dem Amtsgericht in Jürgensburg verantworten. Zur Verblüffung der Richter gestand er, ein Werwolf zu sein, auch wenn er diese Praxis aber schon zehn Jahren zuvor aufgegeben habe. Gleichzeitig widersprach er der dämonologischen Werwolf-Theorie seiner Zeit: Seine Artgenossen und er seien durchaus nicht mit dem Teufel im Bunde, sondern bekämpften ihn und seine Zauberer vielmehr und mehrten Wohlstand und Fruchtbarkeit im Lande. Die Richter hielten Thiess für senil oder dement und verurteilten ihn lediglich zu einer Körperstrafe.
Die meisten Fallberichte von Menschen, die Gestalt von Wölfen angenommen haben sollen, finden sich in moralisierenden Werken, die vor den Mächten der Finsternis warnen wollten und daher deren Fallstricke schilderten. Dies lässt sich etwa anhand des Werks De Magorum Daemonomania des französischen Staatstheoretikers Jean Bodin (1530–1596) zeigen, in der er die Fälle mehrerer namentlich genannter Franzosen ausbreitet, die sich in Wölfe verwandelt und über Tiere und Menschen, oft auch Kinder, hergefallen sein sollen. Dabei betont er, dass die Verwandlungen physisch real und nicht nur Einbildung seien. Ähnliches schrieben der deutsche Abt Johannes Trithemius (1462–1516) oder der kurmainzische Chronist Heinrich Kornmann (1570–1627). Viele frühneuzeitliche Juristen und Theologen glaubten aber nicht wirklich daran, dass sich die geständigen Menschen tatsächlich in Wölfe verwandelt hatten. Eine solche Möglichkeit hatte der Kirchenvater Augustinus von Hippo im 18. Buch von De civitate Dei explizit ausgeschlossen, ebenso der Canon episcopi. Sie erklärten sich die Phänomene mit der Fähigkeit des Teufels, die Selbst- und Fremdwahrnehmung der Menschen zu manipulieren und sie zu täuschen. Weil sich die Betroffenen damit aber eines Pakt mit dem Teufel schuldig gemacht, sich die Verwandlung gewünscht oder gar den Teufel zu Tötungshandlungen angestiftet hätten, wurden sie dennoch verurteilt. 1508 hielt der Theologe Johann Geiler von Kaysersberg in Straßburg eine Fastenpredigt, in der er Werwölfe als Ausgeburten der Hölle und als Gottesstrafe darstellte. Dass Menschen sich in Wölfe verwandelten, tat er aber als Hirngespinst ab. Der deutsche Philosoph Jakob Thomasius (1622–1684) hielt die Verwandlungen für Einbildungen, die der Teufel den betroffenen Menschen eingeben würde. Weil dadurch aber die Schwierigkeit entstand, dass die realen Verbrechen nicht durch bloße Einbildungen erklärt werden konnten, hielt er es gleichzeitig für möglich, dass der Teufel dabei Tierhäute oder ähnliche Hilfsmittel aus der physischen Welt benutzt haben könnte.
Seit der Spätantike boten einige Ärzte auch rationalere Erklärungen an: Für sie war Lykanthropie eine Krankheit, die auf ein Ungleichgewicht der vier Körpersäfte zurückzuführen sei. Als Therapie empfahlen sie eine Kur aus Milchspeisen oder Opium. Seit dem 16. Jahrhundert findet sich auch die Diagnose Geisteskrankheit.

## Volksglaube

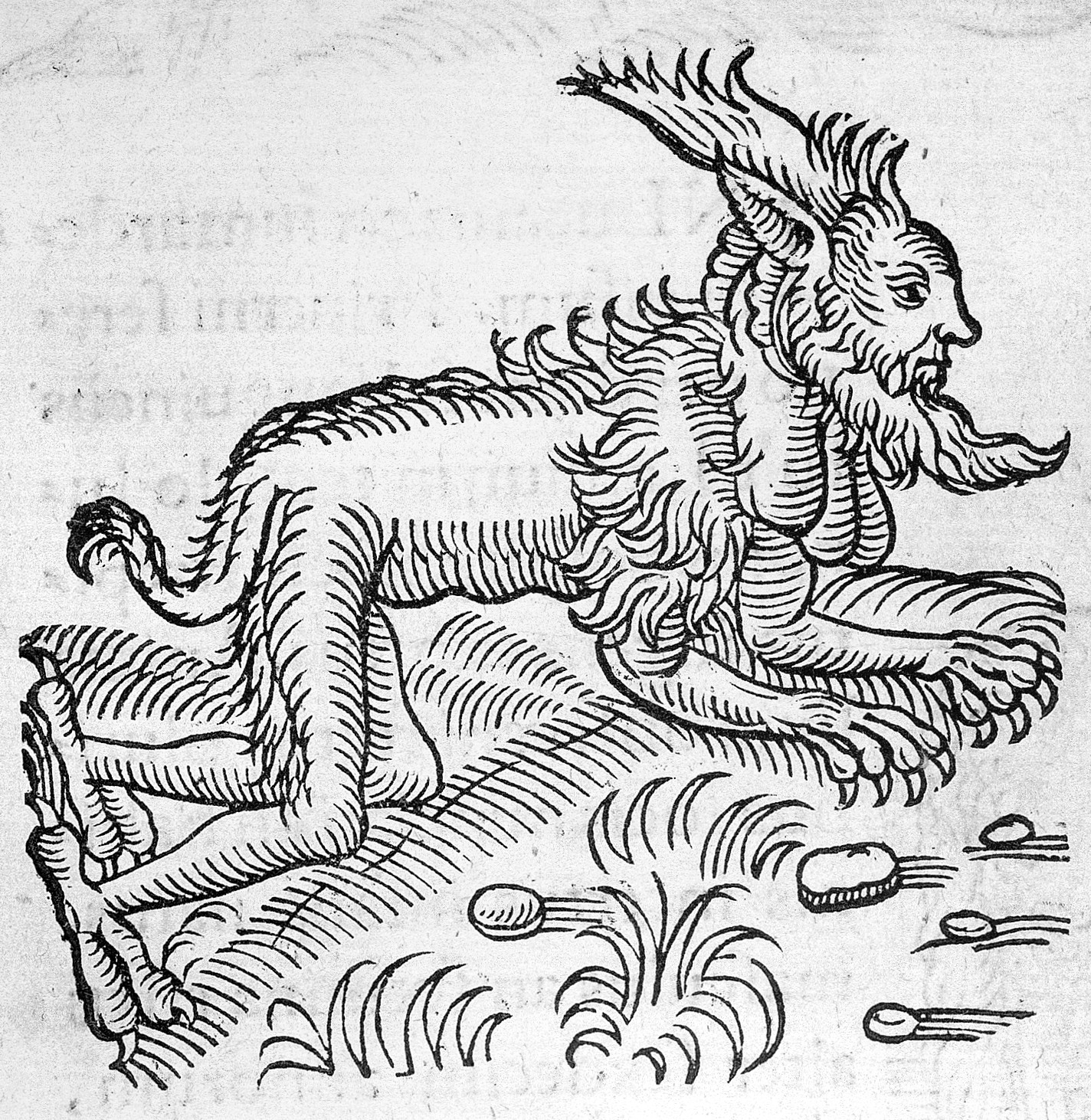
Lycosthenes